# Mbuya Mpaka
Mbuya Mpaka – kongijski piłkarz grający na pozycji bramkarza. W swojej karierze grał w reprezentacji Zairu.

## Kariera reprezentacyjna
W 1976 roku Mbuya został powołany do reprezentacji Zairu na Puchar Narodów Afryki 1976. Zagrał w nim w jednym meczu grupowym, z Sudanem (1:1).